# مؤسسه اعتباری توسعه
مؤسسه اعتباری توسعه به عنوان نخستین بنگاه خصوصی ارائه دهنده خدمات مالی پس از انقلاب اسلامی ایران، در ۱۵ شهریور ماه سال ۱۳۷۶ تأسیس شد. این مؤسسه در اسفند ۱۴۰۰ پیامکی مبنی بر انحلال خود را به مشتریان ارسال و جهت بستن حساب‌های بانکی تا ۲۵ اسفند ۱۴۰۰ مهلت داد.این مؤسسه در تاریخ ۲۱ شهریور ۱۴۰۲ توسط بانک مرکزی منحل و اعضای هیئت تسویه آن تعیین شدند.

## تاریخچه
این مؤسسه در ابتدای کار با نام مؤسسه اعتباری توسعه صنعت ساختمان فعالیت می‌کرد که در سال ۱۳۸۱ به مؤسسه اعتباری توسعه تبدیل شد.

## اطلاعاتی در مورد مؤسسه اعتباری منحله[۴]توسعه
- مؤسسه اعتباری توسعه اولین مؤسسه خصوصی بانکی کشور و دارای ۳۰ شعبه بانکی بود که در تهران و شهرستان‌ها مشغول به ارائه خدمات بانکی بودند.
- یعقوب مطهری مطلق رئیس هیئت سرپرستی مؤسسه اعتباری توسعه بود.[۵]
- کارکنان این مؤسسه دارای لباس فرم متحدالشکل بودند.
- این مؤسسه عضو شبکه شتاب بود.